# Anatatha maculifera
Anatatha maculifera là một loài bướm đêm trong họ Erebidae.